# Арпейянж, Пьер
Пьер Арпейянж (фр. Pierre Arpaillange; 13 марта 1924, Карлю, департамент Новая Аквитания, Франция — 11 января 2017, Канны, департамент Приморские Альпы, Франция) — французский юрист и государственный деятель, министр юстиции Франции (1988—1990).

## Биография
Родился в семье учителей. В 1943 г. присоединился к Движению Сопротивления: с января по июнь 1944 г. выполнял различные миссии и участвовал в боевых действиях в Чёрном Перигоре и на Руянском фронте. После демобилизации в сентябре 1945 г. проходил обучения на юридических факультетах в Тулузе и Париже.
В 1949 г. начал карьеру в судебной системе:
- 1949—1953 г. — помощник судьи в Орлеане (1949), в Париже (1950), заместитель судьи (substitut) в Мо (1953),
- 1954—1959 гг. — в аппарате Кассационного суда,
- 1959—1962 гг. — заместитель судьи в Версале (1959), затем в Париже (1962),
- 1962—1965 гг. — генеральный секретарь прокуратуры Парижского апелляционного суда и генеральный секретарь прокуратуры Кассационного суда.

Одновременно являлся секретарем комиссии по реформе уголовно-процессуального кодекса (1953—1957) и комиссии по защите прав и свобод личности в Алжире (1959—1962).
С 1965 г. - в министерстве юстиции:
- 1965—1967 гг. — советник министра,
- 1967—1968 гг. — начальник канцелярии министра,
- 1968—1972 гг. — начальник управления по уголовным делам,
- 1973 г. — член Высшего совета по аудиовизуальным средствам,
- 1973—1974 гг. — начальник канцелярии министра. На этом посту издал так называемый «циркуляр Арпейянжа», касавшийся общей политики правосудия, санкций за распространения наркотиков и других вопросов. Также пытался модернизировать тюрьмы, в 1973 г. инициировал установку в них систем отопления.

Считался близким к кабинету Жоржа Помпиду, пытался сдержать развитие дела Марковчиа.
В 1974—1981 гг. — советник Кассационного суда Франции, являлся противником смертной казни. Один из соавторов «Закона о безопасности и свободе» (1981). В 1980 г. опубликовал в Le Monde статью «Простая справедливость», которая воспроизводила содержание «циркуляра Арпейянжа» (1972), в статье: выступал за большую независимость для магистратов, предлагал создать судебную полицию при министерстве юстиции, предлагал отказаться от непродолжительных тюремных заключений и старался «очеловечить» тюремный мир. Однако публикация вызвала возмущение министра юстиции Рене Плевена был раздражен публикацией этого доклада, в итоге в конфликт пришлось вмешаться президенту Помпиду, который взял сторону Арпейянжа.
В 1981 г. был руководителем кандидата на пост президента Франции Мари-Франс Гаро.
В 1981—1984 гг. — генеральный прокурор Парижского апелляционного суда, входил в состав комиссии по подготовке новой редакции Уголовного кодекса, вступившего в силу в марте 1994 г., в 1984—1988 гг. — генеральный прокурор Кассационного суда.
В 1988—1990 гг. — министр юстиции Франции. Это был выбор президента Франсуа Миттерана, а не премьер министра Мишеля Рокара, считавшего, что хороший профессионал будет плохим министром. Подвергался критике правых сил за решение прекратить одиночное заключение террористов крайне левой группировки «Прямое действие». В 1988 г. представил Совету Министров документ, в котором отражен дух «циркуляра Арпейянжа» 1972 г., но с меньшими амбициями в его целях.
25 сентября 1990 г., вопреки совету президента Франсуа Миттерана, он дал Генеральному прокурору Парижского апелляционного суда письменные инструкции о возбуждении уголовного дела против генерального секретаря полиции режима Виши Рене Буске за преступления против человечества.
В 1990—1993 гг. возглавлял Счетную палату Франции, выйдя в отставку был ее почетным президентом.

## Награды и звания
- Великий офицер ордена Почётного легиона
- Офицер ордена Академических пальм

Кавалер боевого Креста Движения сопротивления